# 孟庙站
孟庙站是一个京广线和孟宝铁路上的铁路车站，位于河南省漯河市郾城区孟庙镇，建于1912年，目前为三等站，邮政编码为462311。目前客运：办理旅客乘降；行李、包裹托运；货运：办理整车货物发到。